# Nematocarcinus africanus
Nematocarcinus africanus är en kräftdjursart som beskrevs av Crosnier och Forest 1973. Nematocarcinus africanus ingår i släktet Nematocarcinus och familjen Nematocarcinidae. Inga underarter finns listade i Catalogue of Life.